# Bothrocara
Bothrocara és un gènere de peixos de la família Zoarcidae en l'ordre dels Perciformes.

## Taxonomia
- Bothrocara brunneum Bean, 1890
- Bothrocara elongatum Garman, 1899
- Bothrocara hollandi Jordan & Hubbs, 1925
- Bothrocara molle Bean, 1890
- Bothrocara nyx Stevenson & Anderson, 2005
- Bothrocara pusillum Bean, 1890
- Bothrocara soldatovi Schmidt, 1950
- Bothrocara tanakai Jordan & Hubbs, 1925